# Coppa del mondo di arrampicata su ghiaccio

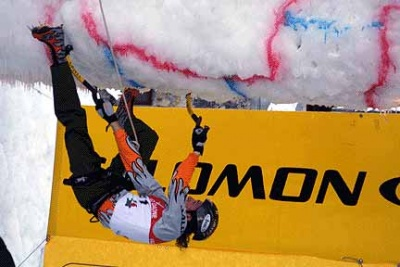
Dmitry Bychkov impegnato nella prova di Val Daone 2007

La Coppa del mondo di arrampicata su ghiaccio (Ice World Cup, ICW) è un circuito internazionale di gare di arrampicata su ghiaccio organizzato annualmente dalla Union Internationale des Associations d'Alpinisme (UIAA), a partire dalla stagione 2000.
Si disputano due specialità:
- difficoltà (detta anche lead)
- velocità (detta anche speed).

Nel 2004 e 2005 non si è disputata la Coppa del mondo. Nel 2004 si è disputata solo la prova unica del Campionato del mondo a Saas-Fee, Svizzera. Nel 2005 si è disputata solo la prova unica di Campionato del mondo ed europeo assoluto di boulder su ghiaccio a Val Daone, Italia.

## Albo d'oro

### Specialità lead
| Stagione | Uomini                         | Donne             |
| -------- | ------------------------------ | ----------------- |
| 2000     | Will Gadd                      | Kim Csizmazia     |
| 2001     | Daniel Dulac                   | Ines Papert       |
| 2002     | Dimitri Bytchkov Harald Berger | Ksenia Sdobnikova |
| 2003     | Harald Berger                  | Ines Papert       |
| 2004     | –                              | –                 |
| 2005     | –                              | –                 |
| 2006     | Harald Berger                  | Ines Papert       |
| 2007     | Evgeny Krivosheitsev           | Jenny Lavarda     |
| 2008     | Simon Anthamatten              | Jenny Lavarda     |
| 2009     | Markus Bendler                 | Maria Tolokonina  |
| 2010     | Markus Bendler                 | Anna Gallyamova   |
| 2011     | Hee Yong Park                  | Anna Gallyamova   |
| 2012     | Maxim Tomilov                  | Angelika Rainer   |
| 2013     | Hee Yong Park                  | Maria Tolokonina  |
| 2014     | Maxim Tomilov                  | Maria Tolokonina  |
| 2015     | Maxim Tomilov                  | Angelika Rainer   |
| 2016     | Maxim Tomilov                  | Maria Tolokonina  |
| 2017     | Hee Yong Park                  | Han Na Rai Song   |

### Specialità speed
| Stagione | Uomini              | Donne                                 |
| -------- | ------------------- | ------------------------------------- |
| 2006     | Maxim Vlasov        | Julia Oleynikova                      |
| 2007     | Alexander Mateev    | Maria Shabalina                       |
| 2008     | Matevz Vukotic      | Maria Tolokonina                      |
| 2009     | Pavel Gulyaev       | Maria Tolokonina                      |
| 2010     | Pavel Gulyaev       | Nadezda Shubina                       |
| 2011     | Pavel Batushev      | Maria Tolokonina                      |
| 2012     | Kirill Kolchegoshev | Maryam Filippova                      |
| 2013     | Egor Trapeznikov    | Julia Oleynikova                      |
| 2014     | Nikolai Kuzovlev    | Maryam Filippova                      |
| 2015     | Nikolai Kuzovlev    | Ekaterina Feoktistova                 |
| 2016     | Maxim Tomilov       | Maria Tolokonina                      |
| 2017     | Vladimir Kartashev  | Maria Tolokonina Ekaterina Koshcheeva |